# Comicos (film din 1954)
Comicos (titlul original: în spaniolă Cómicos) este un film dramatic hispano-argentinian, realizat în 1954 de regizorul Juan Antonio Bardem, protagoniști fiind actorii Elisa Galvé, Fernando Rey, Emma Penella și Carlos Casaravilla. 
Bardem a refăcut „Cómicos” ca film musical în 1971, intitulat „Varietés” în care joacă Sara Montiel și actorul român Cristea Avram.

## Rezumat
Ana Ruiz, o tânără actriță, este destinată unor mici roluri de ingenuă într-o trupă de teatru de mâna a treia. În ciuda condițiilor îngrozitoare de viață, de transport și de muncă, Ana încă vrea să creadă că va deveni vedeta. Miguel, un june prim, se alătură trupei din dragoste pentru Ana. Dar ea refuză să se căsătorească cu el de teamă să nu fie nevoită să renunțe la slujba ei. Miguel dispare curând pe neașteptate. Ana întâlnește în sfârșit un impresar, Marquez care îi promite succes garantat, cu condiția să devină amanta lui. Tânărei nu îi place acest mod de a-și satisface aspirațiile. Prin urmare, ea renunță la aceste propuneri și continuă să spere în zile mai bune. În trupă, în timpul unei înlocuiri a directorului bolnav, ea obține un mare succes. Dar cu toate acestea, rolurile principale nu i se încredințează...

## Distribuție
- Elisa Galvé – Ana Ruiz (ca Christian Galvé)
- Fernando Rey – Miguel
- Emma Penella – Marga
- Rosario García Ortega – Doña Carmen
- Mariano Asquerino – Don Antonio
- Carlos Casaravilla – Carlos Márquez
- Rafael Alonso – Ernesto Blasco
- Manuel Arbó – Rafael Muñoz
- Matilde Muñoz Sampedro – Matilde Agustín
- Aníbal Vela – antreprenorul
- Miguel Pastor – Doctor
- Manuel Alexandre – Manolo
- Arturo Marín – Constantino Valdés
- Manuel Guitián – Jesús
- Alfonso Gallardo – Pepito
- Emilio Santiago – González
- José María Prada – Decorador
- Carlos Martínez Campos – Paco Torres
- Josefina Serratosa – Antonia Ramos
- José María Gavilán – Pepe
- Matilde Artero – Luisa
- Juan Antonio Bardem – Atrecista (nemenționat)
- Antonio Moreno – Traspunte (nemenționat)
- Ronnie O'Dell – pianista (nemenționat)

## Distincții
Filmul a fost prezentat în selecția oficială în competiție la Festivalul de la Cannes 1954

## Lansare
Filmul Comicos a avut premiera în Festivalul de Film de la Cannes pe data de 9 aprilie 1954.
În România premiera filmului a avut loc la data de 23 martie 1959 la cinematografele „V. Alecsandri” și „I.C. Frimu” din capitală.